# Ivan Lendl
Ivan Lendl (Ostrava, Csehszlovákia, 1960. március 7. –) az 1980-as évek legkiemelkedőbb profi teniszezője, korábbi világelső.
A Tennis Magazine az 1966 utáni korszak 10 legjobb teniszezője közé számította.
Karrierje során nyolc Grand Slam-címet nyert (Australian Open: 1989, 1990; Roland Garros: 1984, 1986, 1987; US Open: 1985, 1986, 1987), csak Wimbledonban nem sikerült egyszer sem győznie. Összesen 19 Grand Slam-döntőbe jutott be.
Először 1983 februárjában lett világelső, és az elkövetkező 8 év jó részében uralta a mezőnyt, összesen 270 hétig volt a ranglista élén, és négyszer zárta az évet világelsőként (1985, 1986, 1987 és 1989).
Lendl játéka az állóképességre és az alapvonalról ütött erős ütésekre épült, játéka nagy szerepet játszott az ún. erőtenisz népszerűvé válásában.
2001-ben az International Tennis Hall of Fame (Teniszhírességek Csarnoka) tagjai közé választották.
Anyanyelve, a cseh mellett angolul, németül, lengyelül és oroszul beszél.

## Grand Slam-döntői

### Megnyert döntők (8)
| Év   | Torna               | Ellenfél a döntőben | Döntő eredménye         |
| 1984 | Roland Garros       | John McEnroe        | 3-6, 2-6, 6-4, 7-5, 7-5 |
| 1985 | US Open             | John McEnroe        | 7-6, 6-3, 6-4           |
| 1986 | Roland Garros (2)   | Mikael Pernfors     | 6-3, 6-2, 6-4           |
| 1986 | US Open (2)         | Miloslav Mečíř      | 6-4, 6-2, 6-0           |
| 1987 | Roland Garros (3)   | Mats Wilander       | 7-5, 6-2, 3-6, 7-6      |
| 1987 | US Open (3)         | Mats Wilander       | 6-7, 6-0, 7-6, 6-4      |
| 1989 | Australian Open     | Miloslav Mečíř      | 6-2, 6-2, 6-2           |
| 1990 | Australian Open (2) | Stefan Edberg       | 4-6, 7-6, 5-2 ret.      |

### Elveszített döntők (11)
| Év   | Torna               | Ellenfél a döntőben | Döntő eredménye         |
| 1981 | Roland Garros       | Björn Borg          | 1-6, 6-4, 2-6, 6-3, 2-6 |
| 1982 | US Open             | Jimmy Connors       | 3-6, 2-6, 6-4, 4-6      |
| 1983 | Australian Open     | Mats Wilander       | 1-6, 4-6, 4-6           |
| 1983 | US Open (2)         | Jimmy Connors       | 3-6, 7-6, 5-7, 0-6      |
| 1984 | US Open (3)         | John McEnroe        | 3-6, 4-6, 1-6           |
| 1985 | Roland Garros (2)   | Mats Wilander       | 6-3, 4-6, 2-6, 2-6      |
| 1986 | Wimbledon           | Boris Becker        | 4-6, 3-6, 5-7           |
| 1987 | Wimbledon (2)       | Pat Cash            | 6-7, 2-6, 5-7           |
| 1988 | US Open (4)         | Mats Wilander       | 4-6, 6-4, 3-6, 7-5, 4-6 |
| 1989 | US Open (5)         | Boris Becker        | 6-7, 6-1, 3-6, 6-7      |
| 1991 | Australian Open (2) | Boris Becker        | 6-1, 4-6, 4-6, 4-6      |